# Аконитаза
Аконитаза је тривијални назив за гвожђе-сумпорни ензим аконитат хидратазу (цитрат хидролијазу, ЕЦ 4.2.1.3) који катализује реверзибилне реакције стереоспецифичне изомеризације цитрата, cis-аконитата и изоцитрата у Кребсовом циклусу.
- Лимунска киселина
- Аконитинска киселина
- Изолимунска киселина